# Tomasz Kłos (ksiądz)
Tomasz Kłos – ksiądz rzymskokatolicki żyjący w XVI wieku. Autor pierwszej książki poświęconej arytmetyce napisanej w języku polskim pt. Algoritmus, t. j. nauka liczby, która wydrukowana została w Krakowie w 1538 roku.
Nieznane są dane dotyczące jego życiorysu, daty urodzenia oraz śmierci. Reprint dzieła opublikowany został w 1889 r. w serii Biblioteka pisarzy polskich w Krakowie.